# Until I Found You
«Until I Found You» es una canción del cantautor estadounidense Stephen Sanchez. Fue lanzada el 1 de septiembre de 2021 como el sencillo principal de su segundo álbum, Angel Face. Escrita por Sánchez y producida por Ian Fitchuk y Konrad Snyder, la canción alcanzó el puesto 23 en el Billboard Hot 100 y el número 14 en la lista de singles del Reino Unido.

## Antecedentes
Lanzada originalmente el 1 de septiembre de 2021 por Republic Records y Mercury Records, la canción recibió apoyo viral en TikTok. Sánchez explicó que el destinatario "Georgia" se refiere a su novia de entonces.
El 22 de abril de 2022, se lanzó un remix de la canción junto con la cantautora estadounidense Em Beihold.

## Video musical
El vídeo musical se subió oficialmente al canal de YouTube de Sánchez el 29 de junio de 2022. La sinopsis del vídeo musical muestra a Sánchez cantando en un automóvil convertible mientras una ingenua al estilo Marilyn Monroe (Jeri Mae James) se sienta en la parte trasera del automóvil antes de cambiar.

## Uso en los medios
En 2023, la versión remix de la canción con Em Beihold apareció en dos episodios de la temporada 2 de la serie Ginny & Georgia. También se usó en un episodio de la temporada 3 de la serie Superman & Lois.
El 10 de febrero de 2023, la cantante coreana-neozelandesa Rosé del grupo de chicas de Corea del Sur Blackpink lanzó una versión de la canción en honor a su cumpleaños. El cover alcanzó el puesto número uno en la lista Hot Trending Songs de Billboard y, al mismo tiempo, la versión original subió un 8 % en las transmisiones en Estados Unidos durante la misma semana.